# Home Taping Is Killing Music

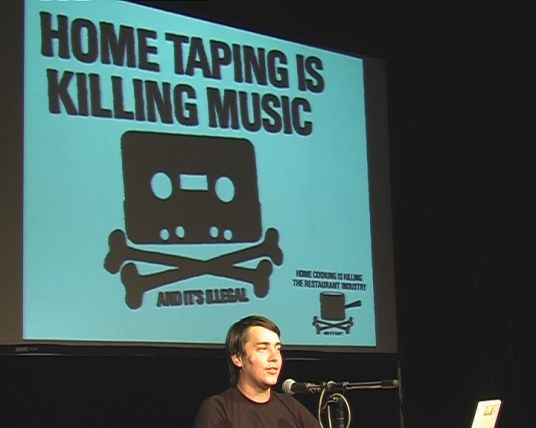
Logo „Home Taping is Killing Music”

„Home Taping Is Killing Music” - slogan kampanii wczesnych lat 80. zorganizowanej przez British Phonographic Industry (BPI) ściśle związanej z piractwem. Prawa autorskie artystów ich zdaniem były naruszane przez nagrywanie muzyki z radia na powstałe wówczas kasety, co przynosiło znaczne straty w sprzedaży płyt..

## Piractwo fonograficzne
W 2000 roku kampania cieszyła się ponownym zainteresowaniem z powodu powstania nowej, lecz podobnej kampanii stworzonej przez norweski oddział IFPI (Międzynarodowa Federacja Przemysłu Fonograficznego) pod nazwą „Piracy Kills Music”.
Pierwszym oficjalnym zwolennikiem nagrań domowych był Malcolm McLaren, który w tym czasie pracował z zespołem Bow Wow Wow. W 1980 roku zespół wydał swój singiel „C·30 C·60 C·90 Go” na kasecie z pustą stroną B, na której kupujący mógł nagrywać własną muzykę. EMI, wytwórnia muzyczna zespołu, porzuciła grupę wkrótce potem, ponieważ singiel promował nagrywanie w domu.

## Historia
Alan Sugar, ówczesny właściciel firmy Amstrad opracował i wprowadził na rynek użytkową wersję kasety we wrześniu 1981 roku. Sugar zadbał o kwestię możliwości nielegalnego kopiowania treści, więc umieścił na sprzęcie napis „Kopiowanie materiałów chronionych prawami autorskimi jest zabronione. Urządzenie to powinno być wykorzystywane wyłącznie do kopiowania materiałów, które sam wygenerowałeś.” Jak sam mówi taki zabieg nie zadziałał.
„Ludzie czytali i myśleli sobie: Hej, to dobry pomysł! Mogę użyć tej maszyny do skopiowania kasety Abby mojego kolegi”. Taki był efekt ostrzeżenia, ale ja byłem, przestrzegając prawa bielszy od białego, mówiąc ludziom, że produkt nie powinien być używany do tego celu. Czy nazywa się to psychologią odwrotną?”
Kilka tygodni później, 28 października 1981 roku Chris Wright, przewodniczący Brytyjskiego Przemysłu Fonograficznego (BPI) zaprezentował slogan „Home taping is killing music - and it's illegal.” Na łamach pisma Billboard ruszyła kampania przeciw pirackim taśmom na terenie Wielkiej Brytanii  („Home Taping is Wiping Out Music”) wspierana przez takich artystów jak Debbie Harry, Gary Numan czy Elton John. Wright zaproponował wprowadzenie podatku na puste taśmy. Taki precedens miał miejsce w Niemczech i Austrii, gdzie wprowadzono podatek pokrywający przemysł wideo i muzyczny w 1966 roku oraz 1980 roku. Podatek nie został przyjęty w Wielkiej Brytanii. Wydanie Billboardu z 19 czerwca 1982 roku mówi jednak, że kraj ten miał wtedy najniższy na świecie poziom piractwa.
Dyrektor generalny BPI John Deacon potępił niechęć niektórych brytyjskich firm do używania logo „Home Taping Is Killing Music”, a Wright wyraził podobne frustracje w swojej książce z 2013 roku „One Way or Another: My Life in Music, Sport & Entertainment”.

## Logo i parodie

Logo The Pirate Bay

Logo bazuje na symbolu Jolly Roger (bandery pirackiej) połączonym z kasetą magnetofonową. Pojawiało się z napisem „Home taping is killing music - and it's illegal”. Kampania od razu zyskała rozgłos, co poskutkowało częstym parodiowaniem i wyśmiewaniem jej zamysłu poprzez przerabianie loga.
Popularną parodią było zastąpienie oryginalnego sloganu słowami „Home taping is killing the music industry...so be sure to do your part!”. Kolejnym przykładem jest dodanie „...and it's about time too!” przez holenderską anarcho-punkową grupę The Ex. Na początku lat 80. powstał też anty-slogan „Home Taping to Skill in Music” nawiązujący do wczesnych mixtape’ów. Wizerunek kasety i skrzyżowanych kości został użyty jako tło w teledysku „Time Out For Fun” grupy Devo. Zespół Venom wykorzystał logo w albumie Black Metal z 1982 roku wraz ze słowami „Home Taping Is Killing Music; So Are Venom”. Amerykański punkowy zespół Rocket from the Crypt sprzedawał koszulki z napisem „Home Taping Is Killing the Music Industry: Killing Ain't Wrong.”
Sonic Youth stworzyło koszulkę inspirowaną logiem. Organizacja Downhill Battle na swoich koszulkach użyła sloganu „Home Taping Is Killing the Music Industry, and It's Fun”.
Strona programu Bitttorrent The Pirate Bay wykorzystała logo umieszczając je na żaglach statku.
Logo francuskiego festiwalu La Route du Rockprzypomina logo kampanii.